# Баранець (міфічна рослина)

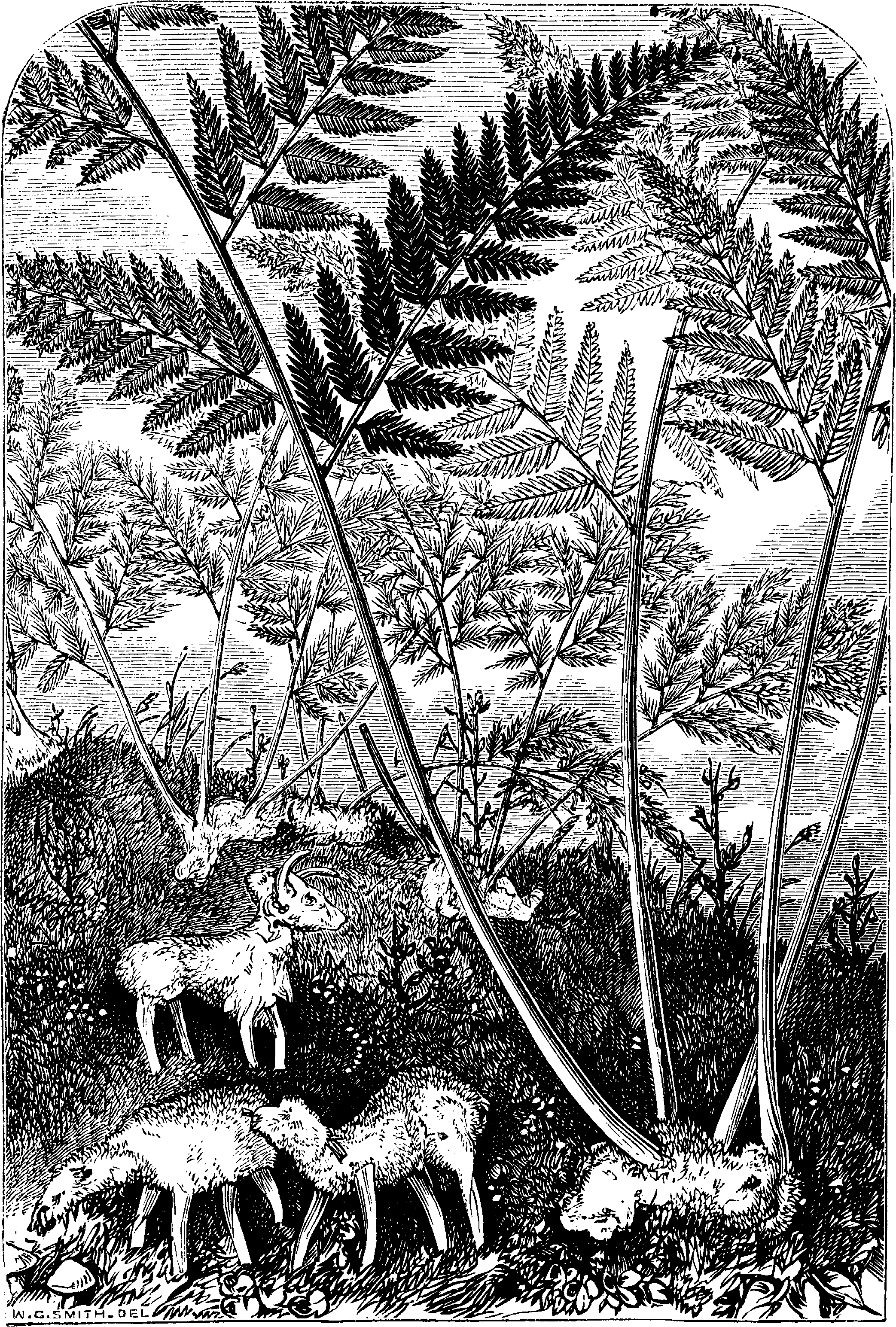
Зображення баранця у «Svenska Familj-Journalen»

Баранець, Овочевий агнець Татарії, Єдуха (лат. Agnus scythicus or Planta Tartarica Barometz) — міфічна рослина, що плодоносить вівцями.

## Будова
Згідно з легендою вівці були приєднані до рослини пуповиною і пасуться біля неї. Коли закінчується трава навколо — рослина гине.

## Походження
Ймовірним прототипом цієї міфічної рослини була бавовна, яку в Європі не знали. Геродот описував дерево з Індії плоди якого схожі на шерсть вівці.
В єврейському фольклорі зустрічається схожа тварина Єдуха (ידוע‬, ידעוני‬, чи אַדְנֵי הַשָׂדֵה‬). Вважалося, що кістки цієї рослини можна використовувати для ворожіння. За іншою версією Єдуха має форму людини, з'єднаної з рослиною пуповиною. Вона убиває усіх, хто підходить близько.

## В літературі
Сер Томас Браун згадує баранця (Boramez) у третьому томі «Pseudodoxia Epidemica» (укр. Помилки і заблуди).
Ефраїм Чамберз (Ephraim Chambers) у «Cyclopædia» описує, що ця рослина схожа на вівцю.
У книзі «The Vegetable Lamb of Tartary» (1887) Генрі Лі (Henry Lee) надає детальний опис рослини, що має кістки, м'ясо та кров. Вівці за його текстом їстівні і смакують як мед. А вовки — єдині хижаки, що їдять рослину.
Дід Чарльза Дарвіна Еразм Дарвін присвятив вірші баранцю в збірці «The Botanic Garden» (1781).
Описаний Борхесом у «Книзі вигаданих істот», як рослину, що своєю формою нагадує вкритого золотавим пушком баранця.

## В ботаніці
Науковці дали біномінальну назву папороті Cibotium barometz через волохаті ризоми, що схожі на овець з міфу про «Овочевого агнеця Татарії»,. 

## Галерея

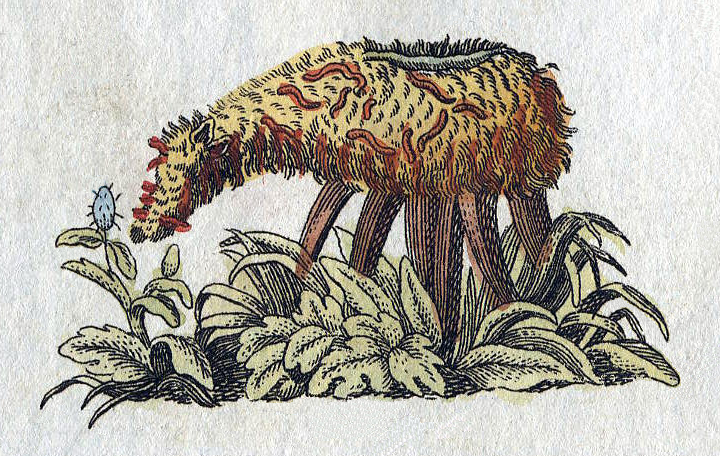
З дитячої книги Фредеріка Бертуха (Friedrich Justin Bertuch)
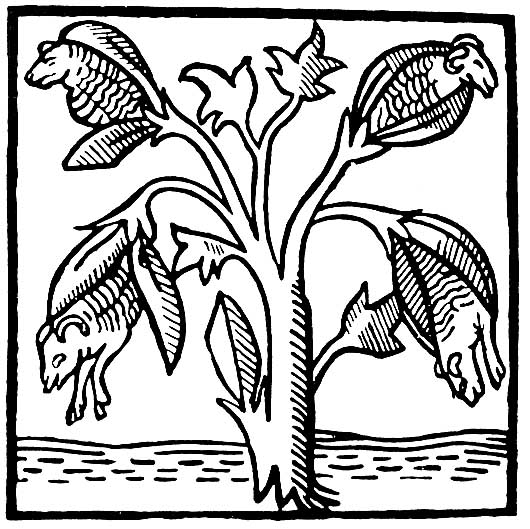
Зображення плодів бавовни у вигляді овець
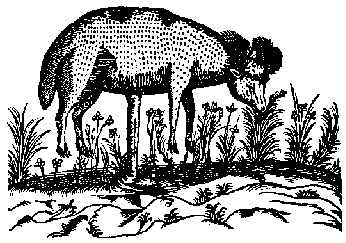
Ілюстрація 17 ст
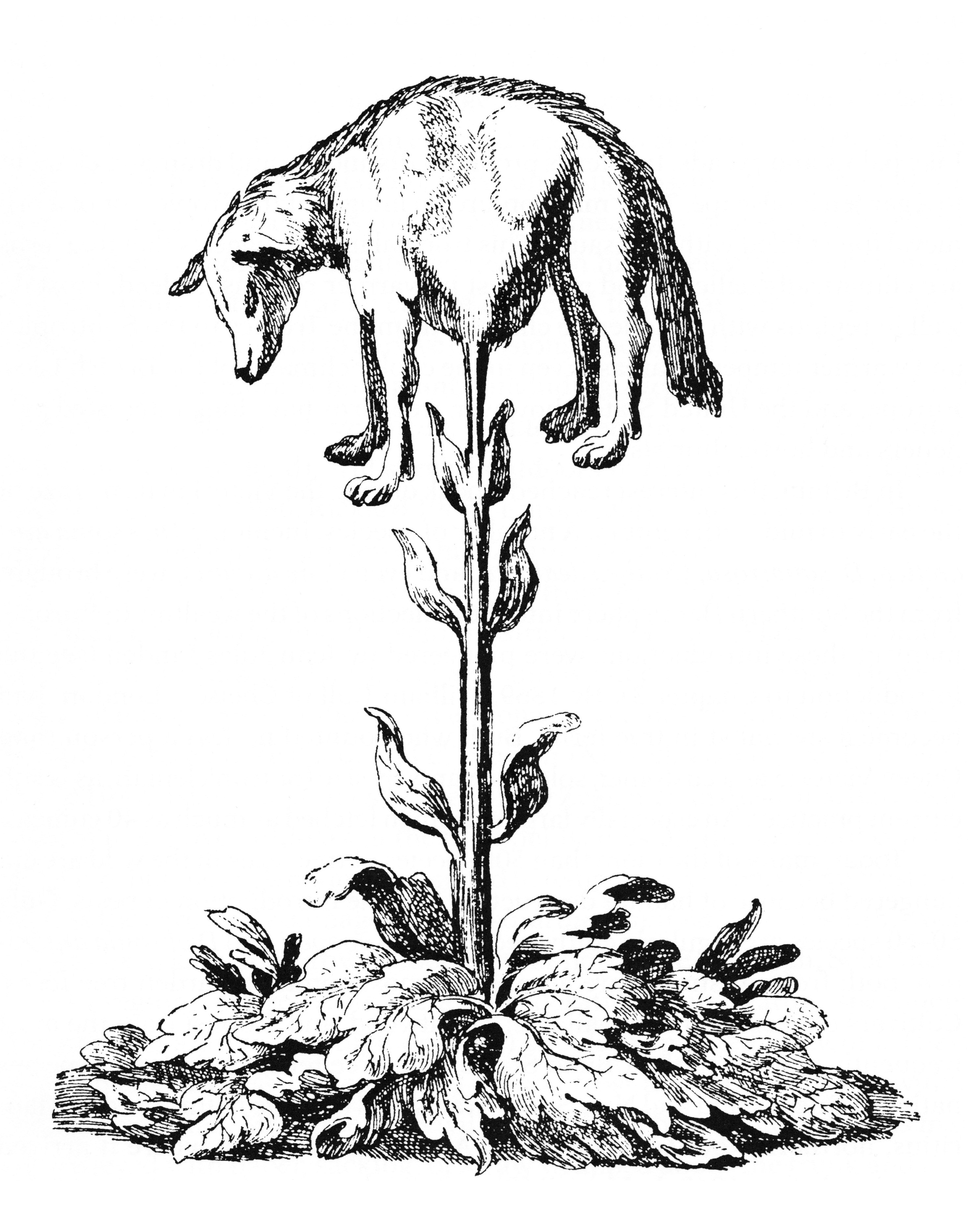
З книги «The Vegetable Lamb of Tartary»
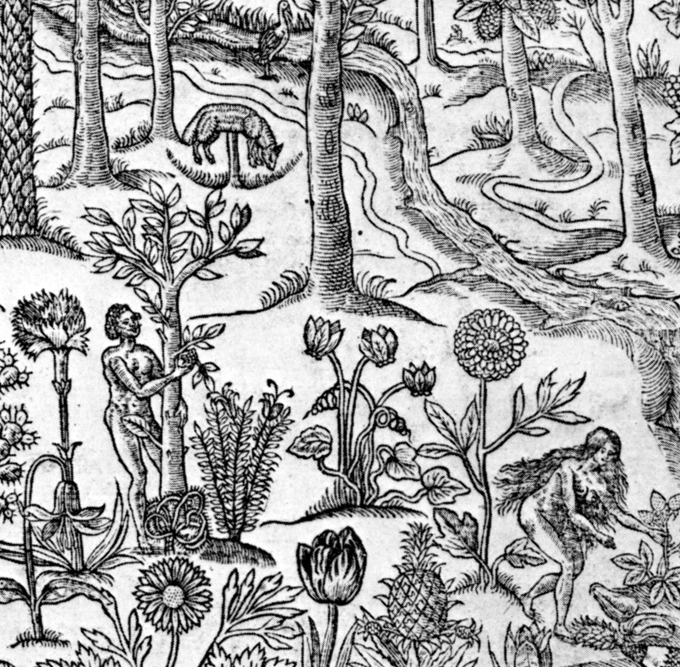
Баранець в Саду Едемському